# Среботје
Среботје (словен. Srebotje) је насељено место у општини Шентиљ, Подравска регија, Словенија.

## Историја
До територијалне реорганизације у Словенији био је у саставу старе општине Песница.

## Становништво
У попису становништва из 2011. године, Среботје је имало 126 становника.
| Број становника према пописима | Број становника према пописима | Број становника према пописима |
| ------------------------------ | ------------------------------ | ------------------------------ |
| 1991                           | 2002                           | 2011                           |
| 132                            | 144                            | 126                            |

Напомена: Године 2017. извршена је мала размена територија између насеља Згорњи Јакобски Дол (општина Песница) и Среботје.